# Mouila

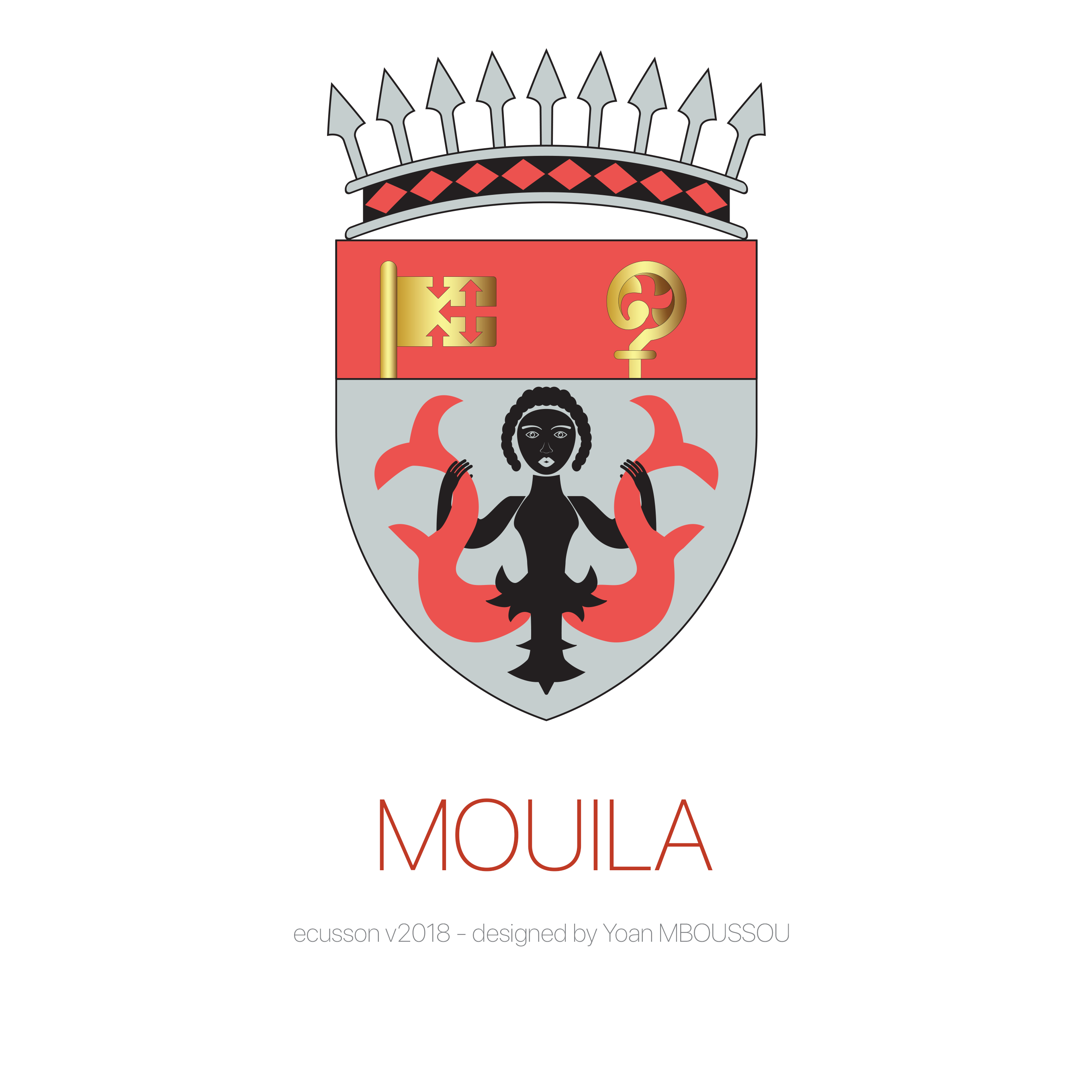
Ecusson de la ville de Mouila

Mouila est le chef-lieu de la Ngounié, quatrième (par l'ordre alphabétique) province du Gabon. La ville se situe sur la rivière Ngounié et sur la route nationale N1, dans l'une des régions les plus pauvres du pays. Sa population s'élève à environ 20 000 habitants.

## Généralités
Mouila est très étendue et possède de nombreux marchés et centres commerciaux. C'est un point de passage majeur pour le voyage et le commerce notamment grâce à son réseau de taxis colorés de vert et de jaune.
Mouila possède des établissements d'enseignement secondaire comme Saint-Gabriel et Le Val-Marie, tous deux créés dans les années 1960. Plusieurs générations de personnalités qui occupent des postes de responsabilité dans les différentes structures du pays sont passées dans ces établissements. Ces deux établissements d'enseignement privé catholique sont aujourd'hui dirigés par des Gabonais après avoir été dirigés par des expatriés. Saint-Gabriel se situe au centre de la ville tandis que le Val-Marie se trouve à 3 km de Mouila.
Le « Lac Bleu » qui doit son nom à la coloration de ses eaux, se trouve à 1 km du Val-Marie.

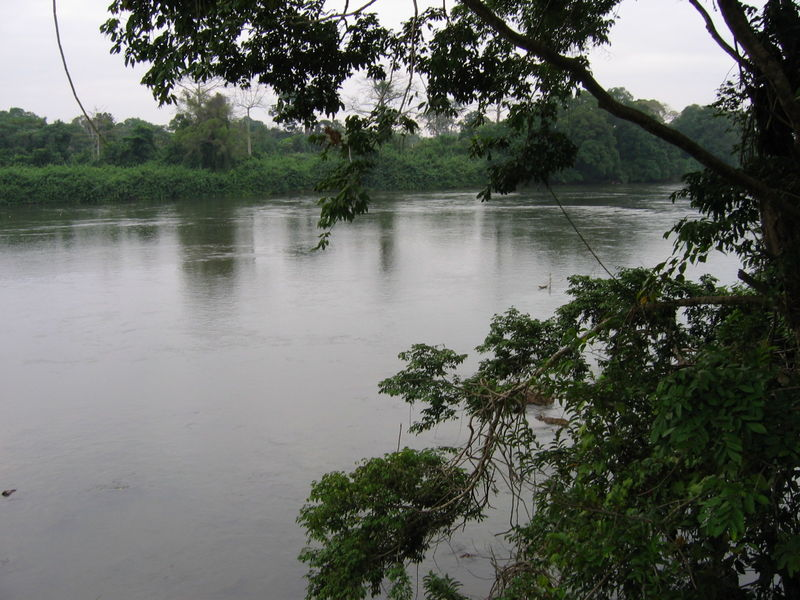
La rivière Ngounié à Mouila
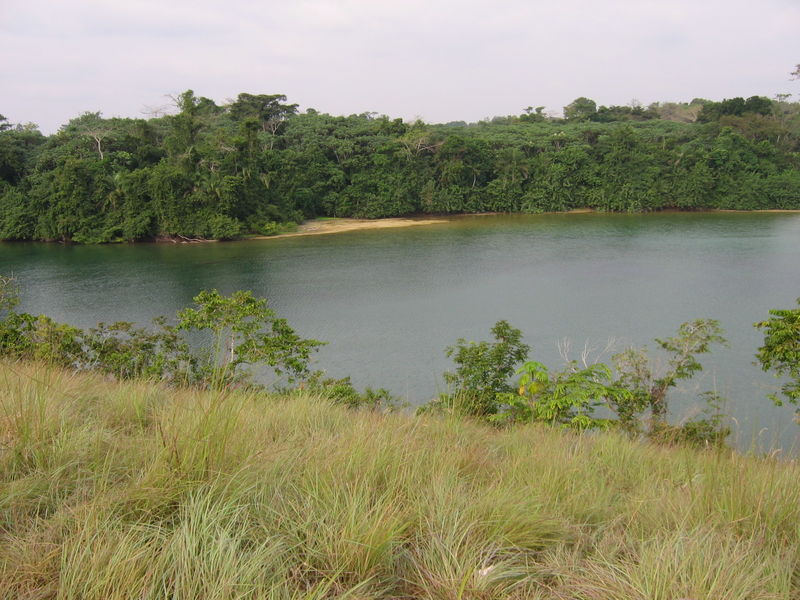
Vue du Lac bleu à Mouila

## Religion

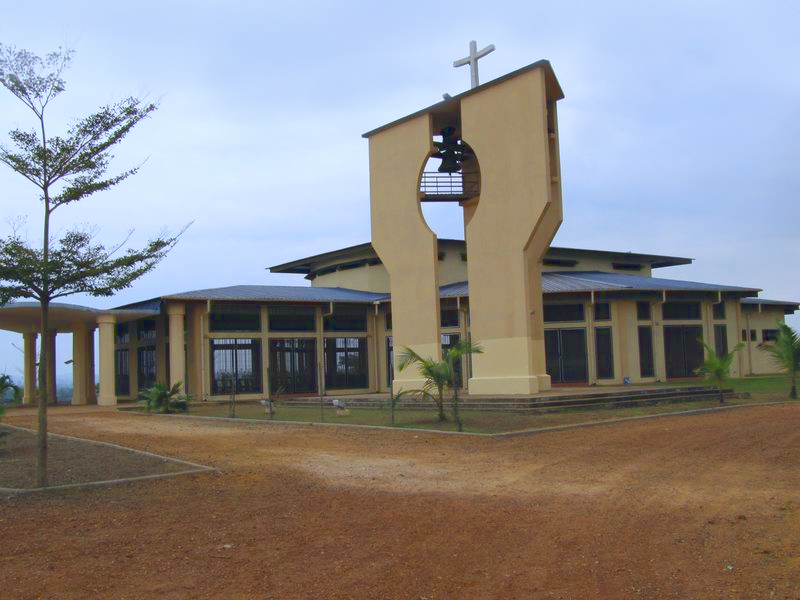
Cathédrale Saint-Jean-l'Apôtre, 2010.

Mouila est le siège d'un évêché catholique créé le 11 décembre 1958. La cathédrale Saint-Jean-l'Apôtre y est érigée depuis 2007.

## Personnalités nées à Mouila
- François Bozizé, président de la République centrafricaine
- Pierre Mamboundou, homme politique gabonais